# Schukow-Militärakademie für Kommandeure der Luftverteidigung

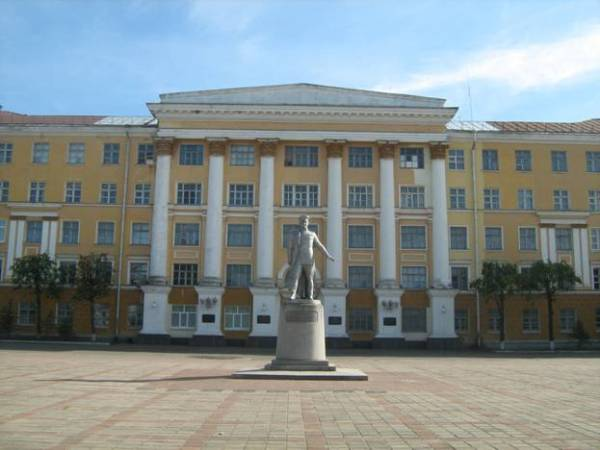
Hauptgebäude der Schukow-Militärakademie

Die Schukow-Militärakademie für Kommandeure der Luftverteidigung (russisch Военная академия воздушно-космической обороны имени Маршала Жукова) ist eine der vier Akademien im Bereich der Luftstreitkräfte/Luftverteidigung der ehemaligen Sowjetarmee.

## Geschichte
Die Akademie wurde 1956 gegründet. Der Sitz der Akademie ist in Twer, dem früheren Kalinin. Nach dem Tod Schukows im Jahre 1974 wurde der Akademie sein Name verliehen.
An der Akademie werden Kommandeure im Bereich der Luftverteidigung ausgebildet. Als dem wissenschaftlichen Zentrum für Fragen der Luftverteidigung wird sich hier mit Problemen der operativen Kunst und Taktik der Luftverteidigung beschäftigt. Ferner gilt das Augenmerk der Vervollkommnung der Führung der Truppen der Luftverteidigung.
Der Akademie wurde 1981 der Rotbannerorden verliehen.

## Auszeichnungen
- 1975:  Kampforden – Gold (DDR)
- 1978:  Rotbannerorden (CSSR)
- 1978:  Verdienstorden (Polen)
- 1981:  Rotbannerorden (UdSSR)
- 1982:  Orden „Volksrepublik Bulgarien“ Stufe I.
- 1985:  Orden Roter Stern (Ungarn)

## Bekannte Absolventen
- Anatoli Alexejewitsch Nogowizyn (1980), stellvertretender Chef des Generalstabs der russischen Streitkräfte.
- Alexander Alexandrowitsch Skworzow (1997)